# Fracture (Computerspiel)
Fracture ist ein Third-Person-Shooter-Computerspiel, das von Day 1 Studios entwickelt und 2008 von der LucasArts Entertainment Company für PlayStation 3 und Xbox 360 veröffentlicht wurde. Der Soundtrack stammt von Michael Giacchino.

## Entwicklung
Eine Version für den PC war fest eingeplant. Aufgrund der hohen Anforderungen an die Hardware wurde dies jedoch eingestellt, da der Markt dafür zu klein eingeschätzt wurde.

## Handlung
Das Spiel ist im Jahr 2161 angesiedelt. Durch den Klimawandel ist der Mittlere Westen durch Desertifikation unbewohnbar geworden. Der Westen der Vereinigten Staaten versucht die Menschen durch Genmanipulation an die Veränderungen anzupassen. Der Osten erlaubt dies nicht. Während die Ost- und Westküste die Auswirkungen des Meeresspiegelanstieg durch Geländeverformungstechnologien begrenzen konnten, so wurden die mittleren Staaten überschwemmt und Vereinigte Staaten sowohl ideologisch als auch geografisch geteilt. Der Streit um die Nutzung von Gentechnik und Kybernetik eskaliert dabei in einen zweiten Bürgerkrieg.

## Rezeption
Michael Herde von M! Games lobte die frische Idee um das Bodenverformungswerkzeug. Benjamin Schmädig von 4Players war wiederum der Meinung, dass die einfallsreichen Waffen nicht über die spielerische Einfältigkeit hinwegtäuschen können.